# Anne Nymark Andersen
Pour les articles homonymes, voir Andersen.
Anne Nymark Andersen, aussi connue sous le nom de Anne Nymark Rylandsholm, est une footballeuse internationale norvégienne née le 28 septembre 1972. Elle joue au poste de milieu de terrain durant sa carrière.
Elle est la sœur jumelle de Nina Nymark Andersen, aussi footballeuse internationale norvégienne.
Avec l'équipe de Norvège, Nymark Andersen remporte l'Euro 1993, la Coupe du monde 1995 et une médaille de bronze olympique en 1996.

## Biographie

### En club
Nymark Andersen joue avec les clubs norvégiens du IL Sandviken et de l'Arna-Bjørnar.

### En sélection
Nymark Andersen dispute l'Euro 1993 avec l'équipe nationale de Norvège  : elle dispute trois rencontres durant le tournoi. Elle inscrit le but victorieux contre le Danemark en demi-finale (victoire 1-0). Elle est titulaire lors de la finale remportée contre l'Italie.
Lors de l'Euro 1995, elle dispute quatre matchs et inscrit trois buts.
Nymark Andersen participe à la Coupe du monde 1995. Elle dispute les six rencontres du tournoi, elle est titulaire lors de la finale remportée contre l'Allemagne (victoire 2-0).
Elle participe au tournoi olympique de football féminin aux Jeux olympiques d'Atlanta en 1996, elle est médaillée de bronze avec la Norvège.
Elle est sélectionnée pour jouer l'Euro 1997 : elle dispute trois rencontres pour aucun but marqué.
La dernière compétition internationale de Nymark Andersen est la Coupe du monde 1999 : elle dispute deux rencontres de phases de poule et la Norvège finit quatrième de la compétition.